# La lucha con la pantera
La lucha con la pantera es una película mexicana realizada por el director Alberto Bojórquez Patrón en 1974, inspirada en relatos de José de la Colina. 
La trama principal se desarrolla en la Ciudad de México, alrededor de la amistad de tres adolescentes, las cuales juran "no guardarse secretos". El desarrollo argumental muestra una cruda realidad vigente, el individualismo en las relaciones afectivas y sus consecuencias negativas, no solo en esta etapa, sino a lo largo de toda la vida.
La película se filmó en los Estudios Churubusco, pero también se rodó en locaciones como Paseo de la Reforma, Chapultepec y el Parque de los Venados, mostrando documentación de la vida cotidiana de la Ciudad de México en la época de los 1970.

## Sinopsis
La vida en la década de los 1970 no fue fácil. Y tres ejemplos se impondrán como crueles vistazos a la vida desperdiciada de la juventud. Tres jovencitas cuyas existencias parecen irse al olvido: Ana (Mildred Macías), una de ellas, tiene tendencias suicidas; Mercedes (Marissa Makendosky), la segunda, experimenta una atracción incestuosa por su hermano Guillermo (Enrique Novi); y, la tercera, Patricia (Rocío Brambila) añora con ser abusada sexualmente, tal y como lo lee en sus fotonovelas. Adaptada del cuento homónimo de José de la Colina.

## Reparto
- Rocío Brambila .... Patricia
- Marissa Makendosky .... Mercedes
- Mildred Macías .... Ana
- Roberto Dumont .... Sr. Escalante (Maestro de gramática)
- Enrique Novi .... Guillermo (Hermano de Mercedes)
- Alejandro Parodi .... Reportero
- Zayde Gut
- María Teresa Alcocer
- Lilia Michel .... Mamá de Patricia
- Gregorio Casal .... Asesino del camión
- Cecilia Pezet .... Asesinada en el camión
- Miguel Inclán
- Amparo Furstenberg
- Fernando Pinkus
- José Luis Avendaño
- Pili González
- Hernando Name
- José Luis Caro
- Edna Guerrero
- Rubén Calderón
- Elizabeth Wallace
- Zaide Silvia Gutiérrez

## Curiosidades
- En la década de los 1970 Enrique Novi fue galán de las fotonovelas, género editorial ya casi extinto.

## Crítica
- Cine de autor injustamente olvidado, en una época donde la “comedia ranchera” y el naciente ”cine de ficheras” dominaban la taquilla.